# 13096 Tigris
A 13096 Tigris (ideiglenes jelöléssel 1993 BE5) egy kisbolygó a Naprendszerben. Eric Walter Elst fedezte fel 1993. január 27-én.
Nevét a Tigris folyó után kapta.